# Fantomet
Denne side handler om tegneserien Fantomet. For rapperen, se Fantomet (rapper).
Fantomet (originaltitel: The Phantom) er en af tegneseriehistoriens ældste maskerede helte. Den første avisstribe så dagens lys i februar 1936, forfattet af Lee Falk og tegnet af Ray Moore. Tegneserien er stadig i produktion.
Fantomet er bosiddende i junglen i et fiktiv afrikansk land. Måske retteligen i området ved Bagindien, nærmere Bengalen, hvor flere områder ligner seriens. Her er han kendt som "ånden, der vandrer". Dette skyldes, at det nuværende Fantomet faktisk er den 21. i rækken i et dynasti af maskerede forbryderbekæmpere, og myten vil derfor have det til, at han er udødelig. At han er bosiddende i Kraniegrotten og efterlader et kraniemærke, der ikke kan fjernes, på de forbrydere, han nedlægger, er også med til at øge mystikken om hans person.
Fantomet er en særlig populær figur i Australien og Skandinavien. I Australien har seriehæftet The Phantom kørt uafbrudt siden 1948, i Sverige har Fantomen kørt siden 1950. I Danmark er der i alt udkommet over 360 forskellige Fantomet-hæfter og album. Siden starten af halvfjerdsene er en stor del af produktionen af Fantomet-historier udgået fra Sverige.
Fantomets dragt er oprindeligt lilla, men en trykteknisk fejl gjorde at dragten i de danske (og svenske) hæfter blev blågrå.
I Danmark blev bladet Fantomet lukket i 1954 ud fra den udbredte tro på, at tegneserier gjorde børn til vaneforbrydere. I 1955 omtalte Folkeskolen rosende, at sankthansbålet i Enghaveparken afbrændte en figur af Fantomet. "Københavnerungdom gør det hedt for kulørte "helte"", stod der på skiltet, og Folkeskolen tilføjede: "Gid det må være mere end en tom demonstration! Pæne bladhuse, der tjener penge på braset, kunne passende følge eksemplet fra Allers etablissement, indtil de ansvarlige myndigheder får sig taget sammen til at nægte valuta til importen."